# Brankica Mihajlović
Brankica Mihajlović, cirill: Бранкица Михајловић (Brčko, 1991. április 13. –) olimpiai ezüstérmes, világ- és Európa-bajnok szerb röplabdázó.

## Pályafutása

### Klubcsapatban
2006 és 2009 között a VC Jedinstvo Brčko játékosa volt. 2009–2011 között a svájci Voléro Zürich, 2011–12-ben a dél-koreai Hyundai Hillstate, 2012–13-ban a francia RC Cannes, 2013–14-ben a brazil Rio de Janeiro VC csapatában szerepelt. 2014-ben visszatért a Voléro Zürich-hez. 2014–15-ben a japán Hisamitsu Springs, 2015–16 a török Fenerbahçe, 2016–17-ben a kínai Tianjin Bridgestone (Tiencsin), 2017–19 között a japán JT Marvelous röplabdázója volt. 2019 óta ismét a Fenerbahçe együttesében szerepel.

### A válogatottban
2008 és 2011 között a bosznia-hercegovinai válogatottban szerepelt. 2011 óta a szerb válogatott tagja. A 2012-es londoni olimpián a 11. helyen végzett a szerb válogatott tagjaként. A 2016-os Rio de Janeiró-i játékokon ezüst-, a 2020-as tokiói olimpián bronzérmet szerzett a csapattal. A 2018-as és a 2022-es világbajnokságon tagja volt aranyérmes együttesnek. Az Európa-bajnokságokon két arany- és egy bronzérmet szerzett.

## Sikerei, díjai
- Olimpiai játékok
  - ezüstérmes: 2016, Rio de Janeiro
  - bronzérmes: 2020, Tokió
- Világbajnokság
  - aranyérmes (2): 2018, 2022
- Európa-bajnokság
  - aranyérmes (2): 2017, 2019
  - bronzérmes: 2015
- Európa-játékok
  - bronzérmes: 2015, Baku